# Коряковка (Киевская область)
Коряковка (укр. Коряківка) — село в Медвинской сельской общине Белоцерковского района Киевской области Украины.
Население по переписи 2001 года составляло 112 человек. Почтовый индекс — 09750. Телефонный код — 4561. Занимает площадь 0,4 км². Код КОАТУУ — 3220681103.